# Cratere Yu-Ti
Yu-Ti è un cratere sulla superficie di Rea.